# Upfinger Ried
Das Naturschutzgebiet Upfinger Ried ist eine geschützte Feuchtwiese. Es befindet sich auf der Gemarkung der Ortschaft Upfingen (Gemeinde St. Johann) auf der Schwäbischen Alb im Landkreis Reutlingen.

## Kenndaten
Das Gebiet wurde mit Verordnung des Regierungspräsidiums Tübingen vom 21. September 1995 als Naturschutzgebiet ausgewiesen und hat eine Größe von 5,8 Hektar. Es wird unter der Schutzgebietsnummer 4.263 geführt. Der CDDA-Code für das Naturschutzgebiet lautet 166033 und entspricht der WDPA-ID.
Das Gebiet ist ausgesprochen klein und von intensiv genutzten landwirtschaftlichen Flächen umgeben. Westlich liegt die Kreisstraße K6700, die Sirchingen und Gächingen verbindet. Bei dem lediglich 5,8 ha großen Gebiet handelt es sich um ein Feuchtgebiet mit dem dafür typischen Großseggen-Ried, Röhrichten. Es ist eine der selten gewordenen Nasswiesen in einem Trockental über Vulkanschlot des sogenannten Schwäbischen Vulkans  im Raum der Mittleren Kuppenalb.
Betreut wird das Gebiet durch die Naturschutzbehörde des Regierungspräsidiums Tübingen.

## Schutzzweck
Schutzzweck ist laut Schutzgebietsverordnung
- die Sicherung eines Riedwiesenkomplexes als Lebensraum einer artenreichen spezialisierten Tier‑ und Pflanzenwelt und der als Grünland genutzten Randflächen als Puffer‑ und Übergangszone zu der umgebenden Agrarlandschaft
- die Erhaltung, Pflege und Förderung des Upfinger Rieds als Brut‑, Nahrungs‑ und Rastbiotop für gefährdete Vogelarten, wie z. B. Braunkehlchen und Wachtel
- die Erhaltung, Pflege und Förderung des Upfinger Rieds als Lebensraum gefährdeter Schmetterlings‑ und Heuschreckenarten, wie z. B. Randring-Perlmuttfalter und Sumpfgrashüpfer
- Erhalt und Entwicklung eines Refugialstandortes für die Tier‑ und Pflanzenwelt innerhalb der umgebenden Agrarlandschaft
- der Erhalt des Riedwiesenkomplexes als Zeugnis der Landschaftsgenese, das die besondere geologische Situation im Uracher‑Kirchheimer Vulkangebiet sichtbar werden lässt